# Gwiezdne wojny: Załoga rozbitków
Gwiezdne wojny: Załoga rozbitków (oryg. Star Wars: Skeleton Crew) – amerykański serial telewizyjny osadzony w świecie Gwiezdnych wojen, tworzony przez Jona Wattsa i Christophera Forda dla platformy Disney+. Jest to także spin-off serialu The Mandalorian, którego akcja rozgrywa się po wydarzeniach z filmu Powrót Jedi (1983).
Produkcję oficjalnie ogłoszono w maju 2022 roku podczas Star Wars Celebration, a Jude Law ujawnił, że zagra główną rolę. Zdjęcia rozpoczęły się we wrześniu 2022 w Los Angeles, a zakończyły pod koniec stycznia 2023. Ośmioodcinkowy serial był oryginalnie nadawany od 2 grudnia 2024 do 14 stycznia 2025 na platformie Disney+.

## Fabuła
Serial śledzi losy czworga dzieci próbujących wrócić do domu, po tym jak znaleziony przez nich statek kosmiczny poniósł ich w nieznane.

## Obsada
- Jude Law[5] jako Jod Na Nawood
- Ryan Kiera Armstrong[6] jako Fern
- Robert Timothy Smith[5] jako Neel
- Ravi Cabot-Conyers[5] jako Wim
- Kyriana Kratter[5] jako KB
- Tunde Adebimpe[6] jako Wendle
- Kerry Condon[6] jako Fara
- Jaleel White[7] jako Gunter

## Produkcja

### Rozwój projektu

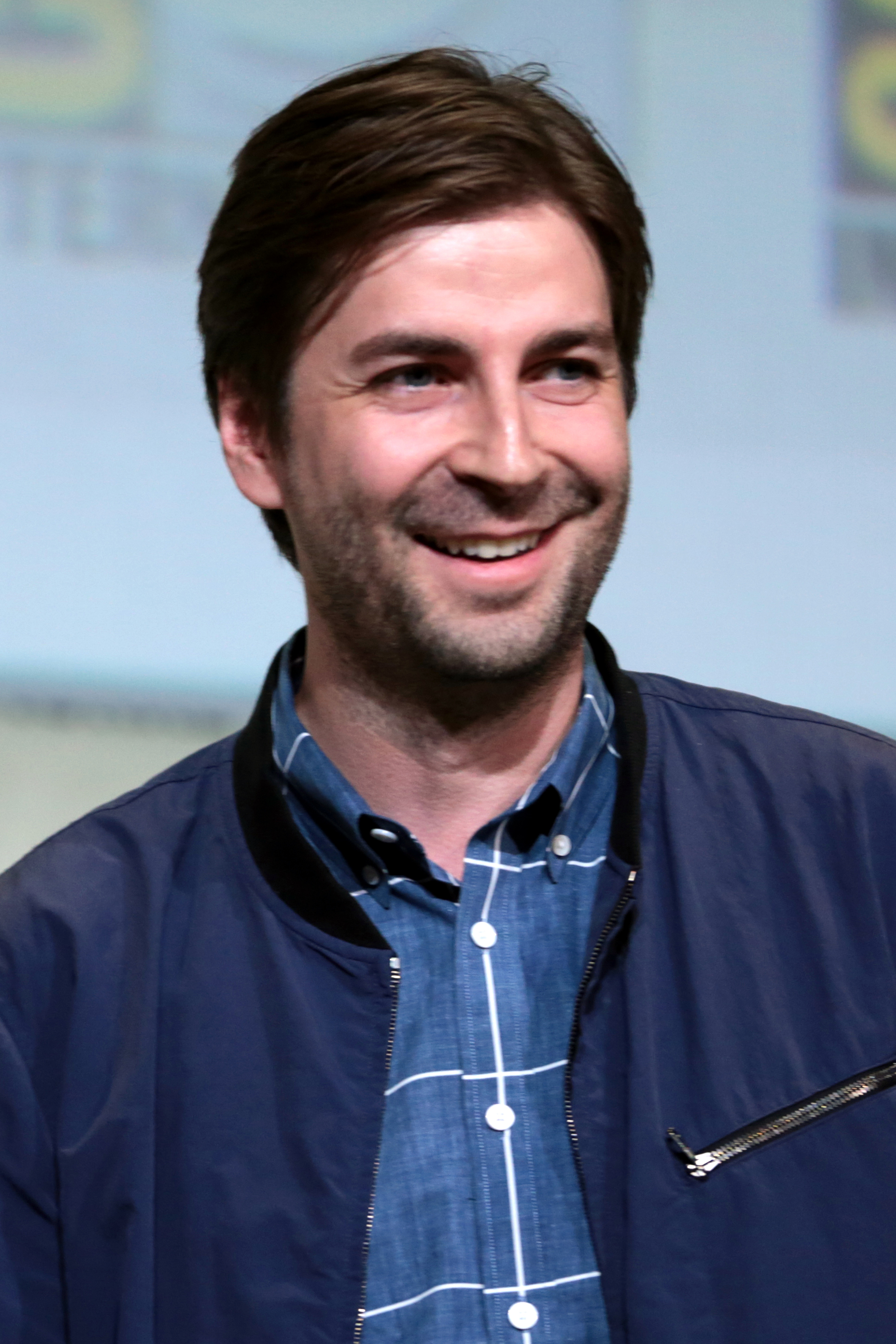
Jon Watts, reżyser serialu

Już w połowie maja 2022 roku amerykański magazyn „Vanity Fair” donosił, że trwają prace nad nowym serialem ze świata Gwiezdnych wojen w reżyserii Jona Wattsa pod roboczym tytułem Grammar Rodeo. Podczas Star Wars Celebration pod koniec maja 2022 roku ujawniono, że tytuł serii to Star Wars: Skeleton Crew. Dave Filoni pełnił funkcję producenta wykonawczego po tym, jak zrobił to samo przy tych serialach wraz z Jonem Favreau. Inna producentka wykonawcza, prezes Lucasfilm, Kathleen Kennedy, wyjaśniła, że Watts zwrócił się do niej z propozycją nakręcenia serialu Star Wars, inspirowanego filmem Goonies.

### Casting
Tego samego miesiąca, podczas Star Wars Celebration w Anaheim oficjalnie potwierdzono powstawanie serialu. Ujawniono też, że Jude Law zagra główną rolę. Prezes Lucasfilm Kathleen Kennedy porównała styl serialu do filmów produkowanych przez Amblin Entertainment w latach 80., m.in. E.T. (1982), Goonies (1985) i Powrót do przyszłości (1985). Scenarzystą i współtwórcą serialu został Christopher Ford. Podczas Star Wars Celebration 2023 w Londynie po raz pierwszy zaprezentowano reżyserów poszczególnych odcinków serialu. Oprócz Wattsa, zajęli się tym Lee Isaac Chung i Bryce Dallas Howard, którzy wcześniej pracowali nad serialem The Mandalorian, a także David Lowery, Jake Schreier oraz Daniel Kwan i Daniel Scheinert. Producentami wykonawczymi serialu są Kathleen Kennedy, Jon Watts, Jon Favreau, Dave Filoni i Christopher Ford.

### Zdjęcia
Główne zdjęcia rozpoczęły się we wrześniu 2022 roku w Manhattan Beach Studios w Los Angeles, pod roboczym tytułem Grammar Rodeo. Odpowiadał za nie Sean Porter. Prace na planie zakończyły się 22 stycznia 2023 roku. Pierwotnie zdjęcia miały rozpocząć się na początku czerwca 2022 roku i zakończyć w grudniu tego samego roku.

## Promocja
Pierwszy materiał filmowy z serialu został ujawniony podczas Star Wars Celebration London w kwietniu 2023 roku.

## Wydanie
Dwa z ośmiu odcinków Star Wars: Skeleton Crew udostępniono 2 grudnia 2024 roku na platformie Disney+. Pierwotnie premiera serialu była planowana na 2023 rok.